# Рак Софія
Софія Рак (Ракова, уроджена Скобельська; * 1882 с. Жуків, нині ґміна Чесанів, Любачівський повіт, Підкарпатське воєводство — † 1963, Відень) — українська громадська діячка в Галичині, голова товариств «Сирітський Захист» (Стрий, 1924–1927) і «Українська Захоронка» (Львів, 1928–1939).
Дружина Антона Рака.

## Праці
- Здоровий і радісний відпочинок для дітвори // Діло, 28.04.1938